# Florence (游戏)
《Florence》是一款由来自澳大利亚的独立游戏工作室Mountains在2018年制作，安纳布尔纳互动发行的互動叙述方式游戏。在游戏里，玩家将引导与陪同女主人翁Florence体验一段段日常生活包括经历人生中首次的恋情。该游戏是王友健自设计《纪念碑谷》后的第二部游戏作品，也是他回到澳大利亚成立Mountains工作室后的首部作品。《Florence》在风格上受到和莎莫的500天、暖暖内含光以及泰坦尼克号等电影的影响同时在制作中也延续了纪念碑谷中带有的解谜、互动和非暴力元素。《Florence》于2月14日情人节在iOS平台上架，之后移植到Android平台。游戏受到普遍好评，评论家称赞游戏的互动性和艺术性以及音乐，但也有评论家不满意于游戏令人伤心的结局。